# Phocis Flexus
Il Phocis Flexus è una struttura geologica della superficie di Europa.